# Justice Guild of America
La Justice Guild of America è un team di supereroi apparso in due episodi della serie animata Justice League, Colleghi paralleli e La Realtà dell'Illusione, come omaggio alla Justice Society della Golden Age e, in una certa misura, alla Justice League della Silver Age.

## Sinopsi
Culmine di una battaglia con un gigantesco robot, che si scoprirà essere guidato da Lex Luthor, basato sul disegno sia del robot che dall'armatura indossata dal pilota. Flash, Lanterna Verde, Hawkgirl e J'onn J'onnz finiscono in una Terra parallela in un luogo idilliaco degli anni cinquanta, Seaboard City, che più che altro ricorda Pleasantville o altri posti simili.
Qui incontrano la Justice Guild of America - Tom Turbine, The Streak, The Green Guardsman (da non confondere con Green Guardsman di Amalgam Comics), Black Siren, Catman e la loro mascotte Ray Thompson. Questi sono i personaggi di un fumetto della Terra della Justice League di cui Lanterna Verde leggeva da bambino. Tom Turbine ipotizza che gli autori del fumetto della Justice Guild erano mentalmente sintonizzati a livello inconscio a ciò che accadeva su quella Terra; questa è la spiegazione che Gardner Fox dette al collegamento JLA/JSA nella sua storia del settembre 1961, in cui Barry Allen, il Flash di Terra-1 incontra Jay Garrick, la sua controparte di Terra-2. Anche Barry aveva letto di Jay Garrick nei fumetti che aveva da bambino.
Avvertendo profonde incongruenze con la troppo perfetta Seaboard City, la League scopre che in realtà i membri della JGA sono morti quando un missile cubano schiantatosi sugli Stati Uniti d'America diede inizio alla Terza guerra mondiale, facendoli perire nel conseguente scambio nucleare con gli stati sovietici.
La JLA chiese spiegazioni a tale proposito; scioccata, la JGA negò la possibilità di questa illusione. J'onn sospetta quindi che l'ideatore di tutto ciò sia Ray Thompson. Ray nega dicendo di non sapere nulla di tutto ciò, ma J'onn crea un collegamento telepatico con la sua mente, rivelando la sua vera forma: un mutante sfigurato con l'abilità di modificare la realtà. Le abilità di Ray vennero attivate dall'olocausto nucleare, e creò questa realtà alternativa come conseguenza delle loro manifestazioni. Con una visione distorta e nostalgica della realtà, Ray ricreò il mondo della sua infanzia e riportò in vita gli eroi che venerava da ragazzino. Smascherato e arrabbiato tenta di attaccare sia la JLA che la JGA.  Alla fine, la JGA decide che possono battere il loro nemico, anche sacrificandosi, affermando che essendo morti una volta per salvare il mondo, potevano farlo di nuovo. Sfinendo Ray, che non riesce a reggere l'attacco delle due squadre, tutta la città ritorna al suo stato normale e la JGA scompare sotto gli occhi tristi di Lanterna Verde.
I membri della Justice League ritornano alla loro Terra utilizzando una macchina spazio/tempo su cui Tom Turbine stava lavorando prima di morire; nel frattempo, a Seaboard City, gli abitanti vengono liberati dalla loro prigionia, e cominciano a ricostruire il loro mondo distrutto.
Sulla sua Terra, John Stewart pensa a quanto la JGA significasse per lui quand'era bambino e l'impatto che ebbe su di lui la cancellazione del fumetto nel 1962 (l'anno in cui i membri della JGA effettivamente morirono).

## Omaggi
- Bruce Timm commentò che il personaggio di Ray Thompson fu basato sia su Roy Thomas, che collaborò alla serie animata, dovuto alla sua ammirazione per i fumetti della Golden Age, sia allo scrittore di fantascienza Ray Bradbury, dato che molte storie da lui scritte hanno a che fare col passato, in contrapposizione alla crudeltà del presente. Il copione originale di Colleghi paralleli doveva avere un Ray che si autodefiniva Brainwave; ma quest'idea fu scartata in quanto i produttori no riuscirono ad usare direttamente molti personaggi della Golden Age.
- L'idea dei poteri speciali di Ray fu basata sulla convocazione degli eroi della Golden Age di Rick Jones nella guerra Kree-Skrull dei Vendicatori, scritta da Roy Thomas.
- Lo staff di Justice League originariamente intendeva utilizzare i personaggi della Justice Society della Golden Age, ma l'accesso ai personaggi fu negato in quanto Paul Levitz sentì che la storia era irrispettosa verso la JSA e che i ritratti si scontravano con la JSA post-Crisi sulle Terre infinite nei fumetti moderni. Tuttavia, Levitz e i produttori giunsero ad un accordo: i disegnatori potevano cambiare l'aspetto e il nome dei personaggi abbastanza da non renderli uguali ai membri della Justice Society, ma lasciandoli riconoscibili.
- La Lanterna Verde John Stewart menziona suo "Zio James", un probabile riferimento all'attore Jimmy Stewart.
- Prima del nome Justice Guild of America, il team creativo valutò le possibilità di Battalion of America e Justice Squadron of America.
- I membri della JGA dovevano richiamare:
  - The Streak somiglia a Jay Garrick/Flash. Il suo ruolo di leader del gruppo si rifà al ruolo di leader di Jay Garrick nella Justice Society;
  - Tom Turbine è una combinazione di Al Pratt/Atomo e Superman di Terra-2;
  - Green Guardsman somiglia a Alan Scott/Lanterna Verde e, dove il potere di Alan Scott è inefficace contro il legno, il potere di Green Guardsman è inefficace contro l'allumino; il suo alter ego è Scott Mason;
  - Catman amalgama Wildcat e Batman; tuttavia, il Batman a cui si fa riferimento è quello interpretato dell'attore Adam West nella serie degli anni sessanta;
  - Black Siren è basata sulla Black Canary pre-Crisis. Il nome sulla sua lapide, Donna Vance, è simile a quello dell'originale Black Canary, Dinah Drake Lance;
- i nemici della JGA, la Injustice Guild, sono versioni modificate della Società dell'Ingiustizia:
  - Music Master somiglia al nemico di Jay Garrick, il Violinista;
  - Sportsman somiglia a Sportmaster;
  - Il Dr. Blizzard ricorda Icicle;
  - Sir Swami ricorda Mago.
- L'episodio finisce con il titolo di coda «Questo episodio è dedicato con rispetto alla memoria di Gardner F. Fox». Gardner Fox fu un prominente scrittore sia della Golden che della Silver Age e co-creatore della JLA e della JSA.
- Colleghi paralleli fu anche ispirato al lavoro di squadra tra JSA e JLA pre-Crisi.
- Le radici del fumetto furono estratte da Flash dei due mondi e Crisis on Earth 1 and 2.
- Il Mondo della JGA differì da quello della JLA nel 1962, poco dopo l'originale fumetto di Gardner Fox Flash dei due mondi.